# Voltižér (voják)

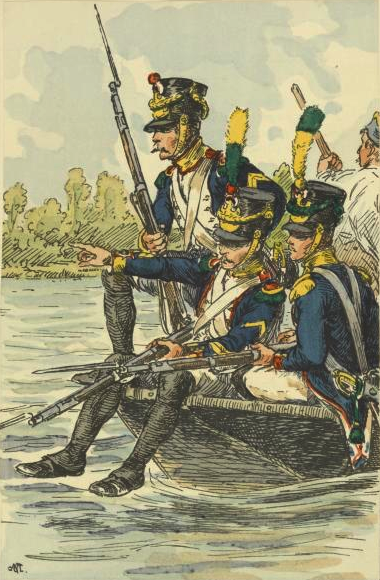
Voltižéři řadového pěšího pluku francouzské armády překračují Dunaj před bitvou u Wagramu.

Voltižér (francouzsky voltigeur) bylo označení pro vojáka elitních harcovnických pěších jednotek Francouzské armády založených v roce 1804 Napoleonem Bonapartem. Označení bylo v době napoleonských válek užíváno i armádami některých spojenců Francie, jejichž vojska byla organizována podle francouzského vzoru. 

## Vznik a organizace
Voltižéři (název je odvozen od pojmu voltiž, „voltižér“ tudíž znamená „akrobatický jezdec“, či doslova „skokan“ [na koně]) vznikli původně ve snaze zvýšit taktickou mobilitu části lehké pěchoty na bojišti, tím, že její příslušníci budou vycvičeni ke spolupráci s jezdectvem, kterým měli být na kratší vzdálenosti přepravováni na koni, sedící za zády jezdce. Z tohoto důvodu měli být vybíráni ze silných a mrštných mužů menšího vzrůstu, kteří měli být vycvičeni ke skokům a seskokům z hřbetu koně, a vyzbrojeni mušketou stejného vzoru jako užívali dragouni, poněkud kratší a lehčí než pěchotní. Výzbrojí důstojníků a poddůstojníků byly karabiny s drážkovanou hlavní.
V roce 1804 byla na voltižérskou transformována jedna rota každého praporu lehké pěchoty, a v roce 1805 následovalo podobné vytvoření voltižérských rot u praporů řadové pěchoty. Jejich příslušníci pobírali žold ve stejné výši jako příslušníci granátnických rot.
V praxi se původně koncipovaný způsob nasazení ukázal ve větším měřítku nepraktickým, ale původní název zůstal zachován pro elitní lehké pěší roty, vycvičené k harcovnické taktice, operacím v rojnici mimo hlavní linii řadových rot praporu, a lépe vycvičené v rychlosti i přesnosti palby. 
Jako takové mohly být nasazovány ke krytí čela či boků praporu sešikovaného v linii či koloně, k průzkumu bojem anebo k vedení operací v otevřeném tvaru v terénu příliš náročném pro řadové roty praporu. Namísto tamborů, obvyklých u ostatní pěchoty, byly u voltižérských rot povely předávány trubači vybavenými lesními rohy.

## Gardoví voltižéři
V roce 1811 vzniklo šest voltižérských pluků v rámci Napoleonovy mladé gardy, první čtyři přeznačením z pluků  Tirailleurs-Chasseurs (1. a 2.) a Conscrits-Chasseurs (3. a 4.), a pluky čísel 5 a 6 byly nově postaveny. Jejich rolí měl zprvu být především výcvik kádrů, připravovaných pro roli poddůstojníků v plucích řadové pěchoty.
V letech 1813 až 1814 vznikaly v rámci gardy postupně další pluky voltižérů, jejichž celkový počet dostoupil posléze čísla 19, ale jednalo se o jednotky složené převážně z nedostatečně vycvičených nováčků, anebo i ke službě v  armádě povolaných příslušníků Národní gardy, jejichž označení jako voltižérů císařské gardy mělo především vzbudit bojové nadšení a posílit morálku jejich příslušníků.
Čtyři pluky voltižérů existovaly i v císařské gardě Napoleona III. v době druhého císařství.

## Uniformy
Uniformy francouzských voltižérů odpovídaly stejnokrojům pluků k nimž náleželi, doplněnými límci ve žluté barvě, někdy červeně lemovanými, a epoletami v kombinaci zelené, žluté a někdy i červené barvy; a žlutými lesními rohy vyšitými na šosech jejich kabátců. Pokrývky hlavy byly doplněny chocholem či pomponem ve stejných barevných kombinacích.